# Smithia purpurea
Smithia purpurea är en ärtväxtart som beskrevs av William Jackson Hooker. Smithia purpurea ingår i släktet Smithia och familjen ärtväxter. Inga underarter finns listade i Catalogue of Life.